# Glypta egregiafovea
Glypta egregiafovea är en stekelart som beskrevs av Henry Lorenz Viereck 1905. Glypta egregiafovea ingår i släktet Glypta och familjen brokparasitsteklar. Inga underarter finns listade i Catalogue of Life.